# Danis annamensis
Danis annamensis är en fjärilsart som beskrevs av Hans Fruhstorfer 1903. Danis annamensis ingår i släktet Danis och familjen juvelvingar. Inga underarter finns listade i Catalogue of Life.